# Don Lennon
Don Lennon är en musiker från Massachusetts i USA. 

## Biografi
Don Lennon är enligt flera intervjuare en pseudonym, men hans riktiga namn är i så fall inte känt. Musiken jämförs ofta med band som Beat Happening och The Magnetic Fields men framförallt med musikern Jonathan Richman.
Lennon var gitarrist och sångare i det Boston-baserade bandet The Umpteens (ibland felaktigt kallat "The Endless Upteens" ). Efter gruppens upplösning 1997 spelade Lennon in sitt första soloalbum, Maniac. Många av låtarna spelades ursprungligen av The Umpteens under deras tid. Enligt hans hemsida skrevs några av dessa låtar så tidigt som 1993. Två återkommande teman på albumet är fester ("Party Coordinator", "Party In September" och "Party All The Time") och vänner ("Best Friends Forever" och "I Need Friends").
Albumet Don Lennon kom 1999 och innehåller texter om de prövningar en musiker ställs inför.
2002 släpptes Downtown på den oberoende etiketten Secretly Canadian. Temat för skivan är musikindustrin med referenser till Dave Matthews Band, Lenny Kravitz, The Mekons, Bongwater och John Cale (från The Velvet Underground ). Av okänd anledning har Secretly Canadian senare tagit avstånd från både Don Lennon och albumet och så småningom inte ens erkänt det som en release i sin katalog (även om det ursprungligen hade katalogsnummer SC # 62).
Sitt fjärde album, Routine, släppte Lennon 2005. Albumet handlar främst om stand-up-komedi och uppbyggandet av en komikerrutin, men det berör också ämnen som Monster.com och John Ritter. NPR:s John Brady utsåg albumet till ett av årets tre bästa skivor 2005 medan Stefan Zachrisson på Digfi placerade det på en förstaplats.

## Diskografi

### Album
- 1997 – Maniac (Martin Philip)
- 1999 – Don Lennon (Martin Philip)
- 2002 – Downtown ( Secretly Canadian, Martin Philip)
- 2005 – Rutin (Martin Philip)
- 2005 – Ich Heisse Don (Popfrenzy)
- 2006 – Radikal (Martin Philip)
- 2010 – Nick och Mary

### Singlar och EP
- 2005 – "Junior Year Abroad"
- 2015 – "Songs About Caveh" (Split-singel med Will Oldham)